# Anastasija Kodirowa
Anastasija Aleksandrowna Kodirowa (ros. Анастасия Александровна Кодирова); wcześniej Bielikowa (ur. 22 lipca 1979 roku w Czelabińsku) – rosyjska siatkarka, była reprezentantka kraju, środkowa.
Obecnie występuje w Superlidze, w drużynie Fakieł Nowy Urengoj.
Wicemistrzyni Olimpijska z 2000 r. z Sydney. Dwukrotnie zdobyła brązowy medal Mistrzostw Świata w 1998 r. w Japonii oraz w 2002 r. w Niemczech. Trzykrotna Mistrzyni Europy z 1997 r. z Czech, 1999 r. z Włoch oraz 2001 r. z Bułgarii.

## Sukcesy

### reprezentacyjne
- Igrzyska Olimpijskie:
  -  2000
- Mistrzostwa Świata:
  -  1998, 2002
- Mistrzostwa Europy:
  -  1997, 1999, 2001

### klubowe
- Mistrzostwa Rosji:
  -  2000, 2001, 2002, 2003, 2004, 2007
  -  1998, 1999
  -  1997, 2009, 2011